# Mitsubishi Space Gear
Der Mitsubishi Space Gear / L400 ist ein wahlweise mit Allradantrieb ausgestatteter Kleinbus und Kleintransporter von Mitsubishi Motors mit bis zu neun Sitzen. Das Chassis der Allradversion entspricht dem des Mitsubishi Pajero. Die Modelle basieren auf dem Mitsubishi Delica der 4. Generation. Der Delica wurde in Europa bislang als Mitsubishi L300 angeboten, wobei der Luxusbus mit Panoramadach des L300 (der in Japan schon länger den Namen Space Gear trug) und die Kombi- bzw. Lieferwagenmodelle noch parallel zum Space Gear bis 1998 angeboten wurden. Das Leergewicht wird mit 1690–2170 kg angegeben.
Der Space Gear kam als luxuriös ausgestatteter Van bereits 1994 auch nach Europa, wurde anfänglich jedoch nur mit den 2,0-Liter-Benzinmotoren angeboten. Erst später folgten der 2,4-Liter-Benzinmotor und der 73 kW starke Dieselmotor aus dem zeitgenössischen Mitsubishi Pajero. Der Innenraum verfügte über einen ebenen Boden, auf dem die Sitze variabel befestigt werden konnten. Es gab eine separat regelbare Heizungsanlage für den Fond, elektrisches Schiebedach sowie elektrische Jalousien für die vier im Dach befindlichen Panoramafenster. Während anfänglich zwei Airbags serienmäßig waren, gab es ein Antiblockiersystem nur beim Dieselmotor serienmäßig, mit dem er zum Start 44.690 DM in Deutschland kostete. Den 3,0-Liter-V6-Benzinmotor, der mit einem Automatikgetriebe gekoppelt war, gab es in Deutschland nicht zu kaufen. Erst 1998 kam mit dem L400 als Kastenwagen und Kleinbus der eigentliche Nachfolger des L300 mit dem 2,5-Liter-Dieselmotor mit Turbolader in Europa auf den Markt. Hier leistete er jedoch nur 64 kW.
Der Hyundai H-1 war fast baugleich, hatte jedoch einen moderneren Motor.
Aufgrund des mangelnden Erfolgs wurde der Import des L400 bereits 2001 wieder eingestellt.
Der Space Gear dagegen wurde noch bis 2003 importiert. Beide Modelle erhielten keinen Nachfolger in Europa. Sie wurden aber noch bis 2006 produziert und der Delica Space Gear durch den Mitsubishi Delica D:5 ersetzt.

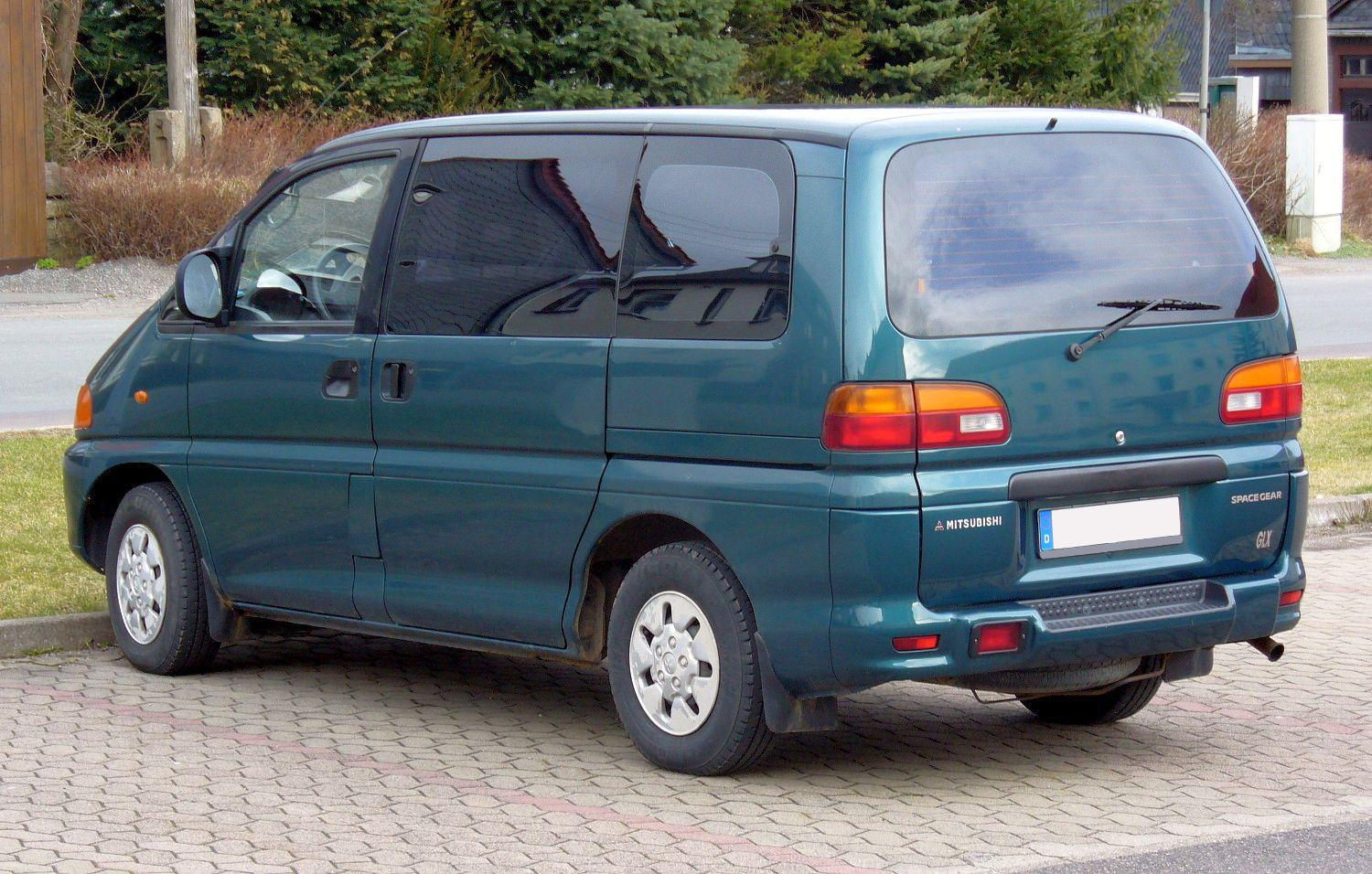
Heckansicht
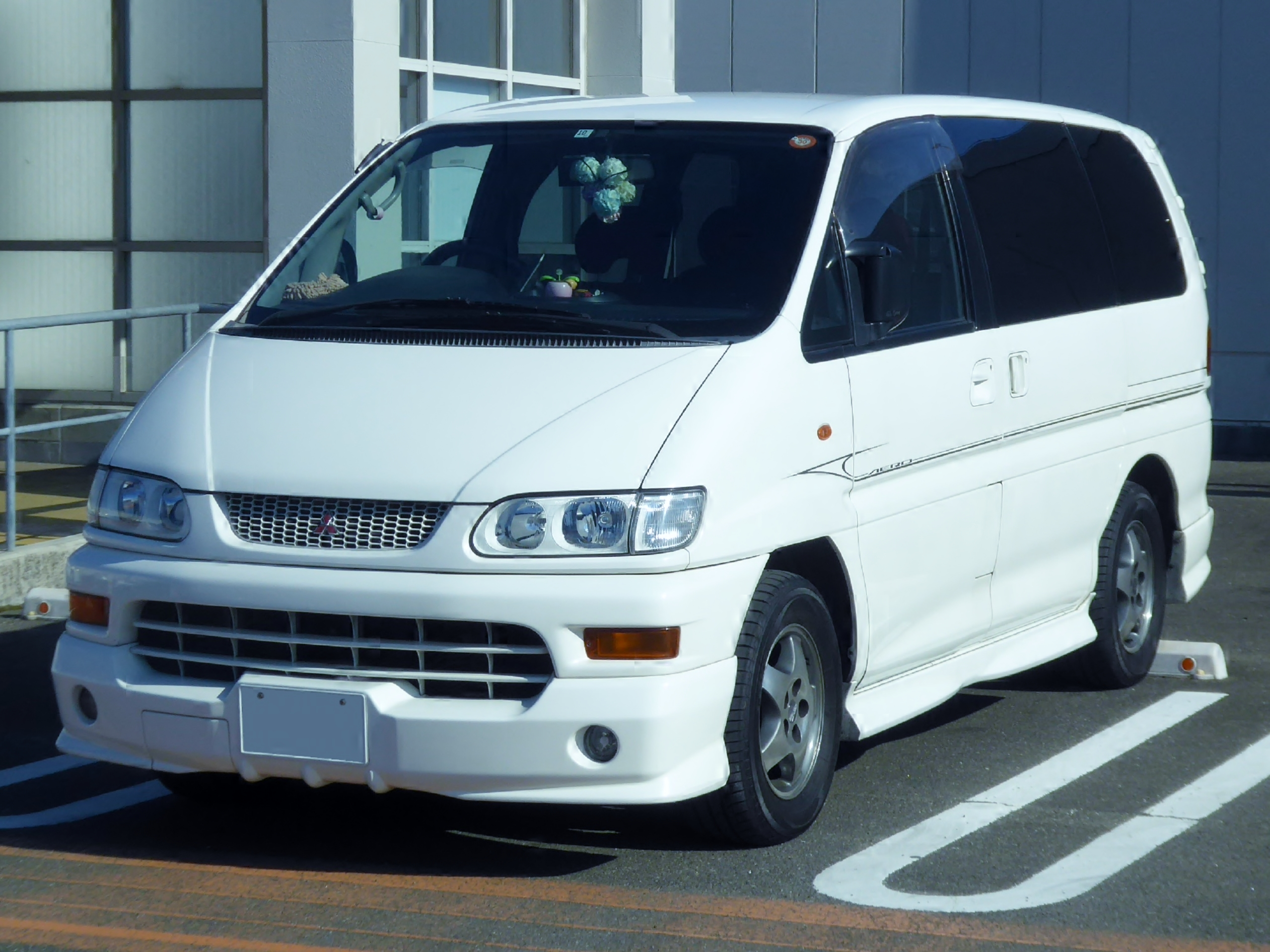
Space Gear Aero mit Bodykit (in Europa Space Gear Motion)
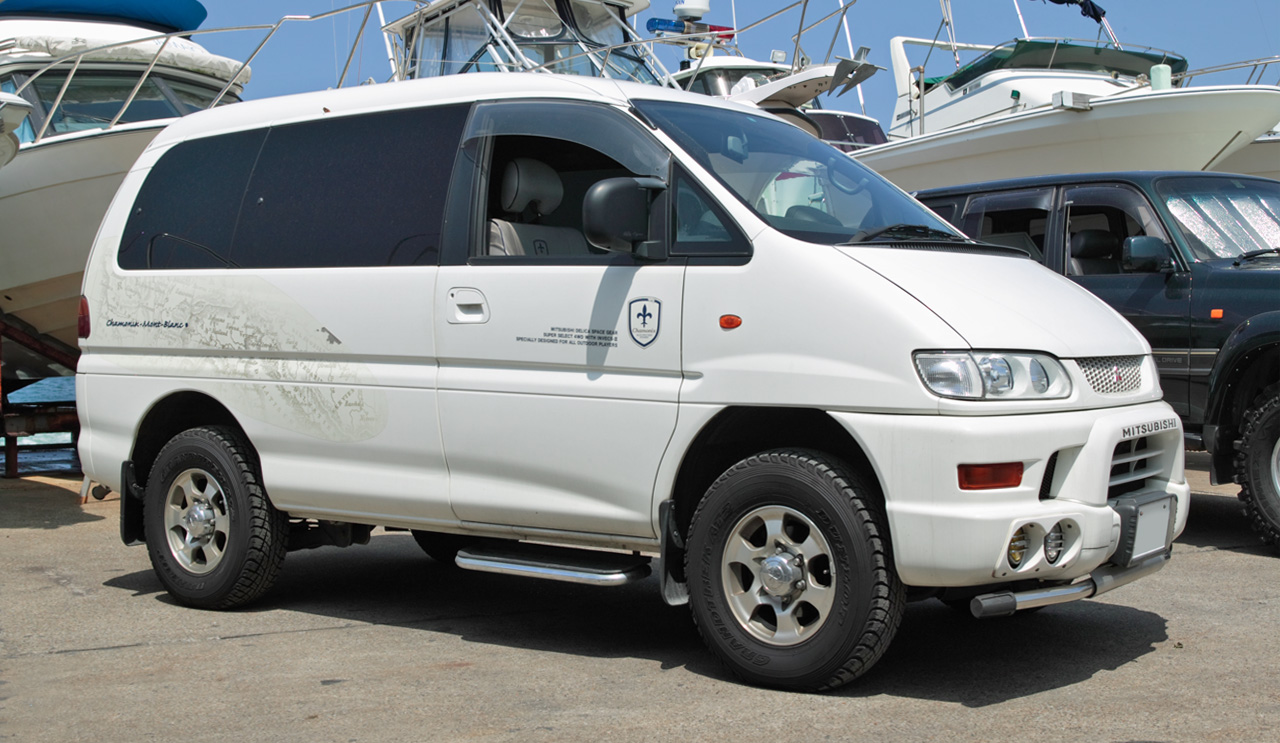
Mitsubishi Delica Space Gear Chamonix (Japan)
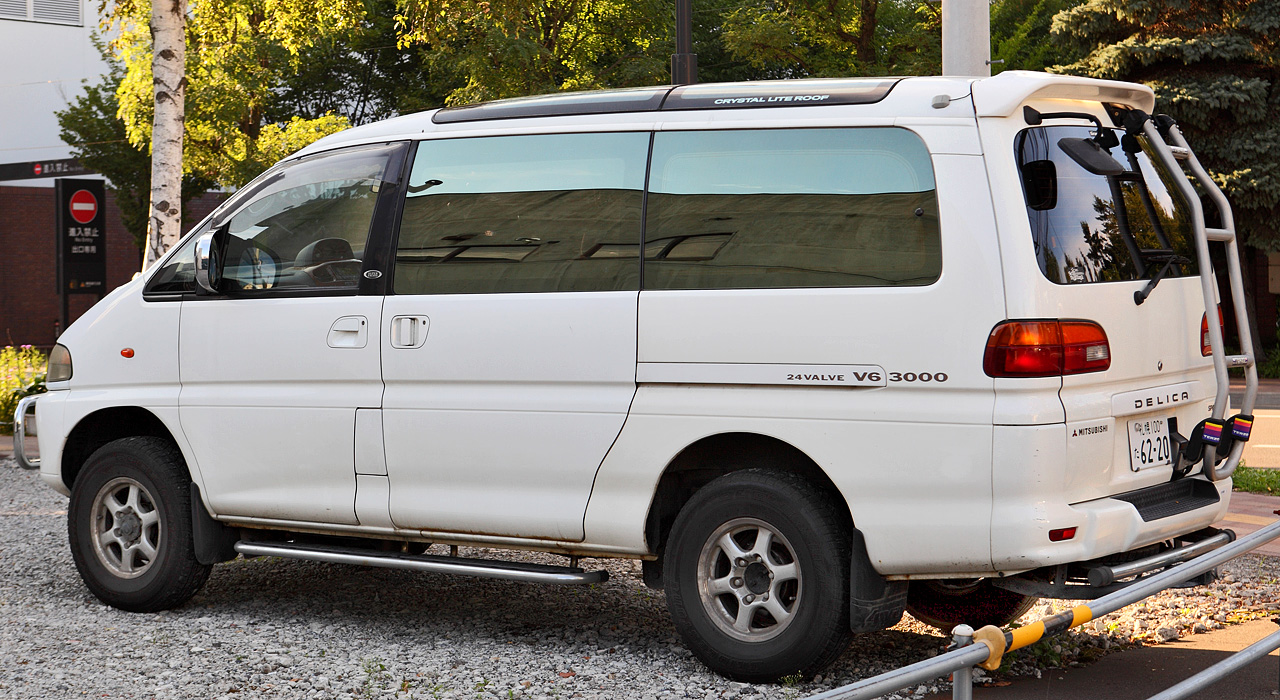
Heckansicht
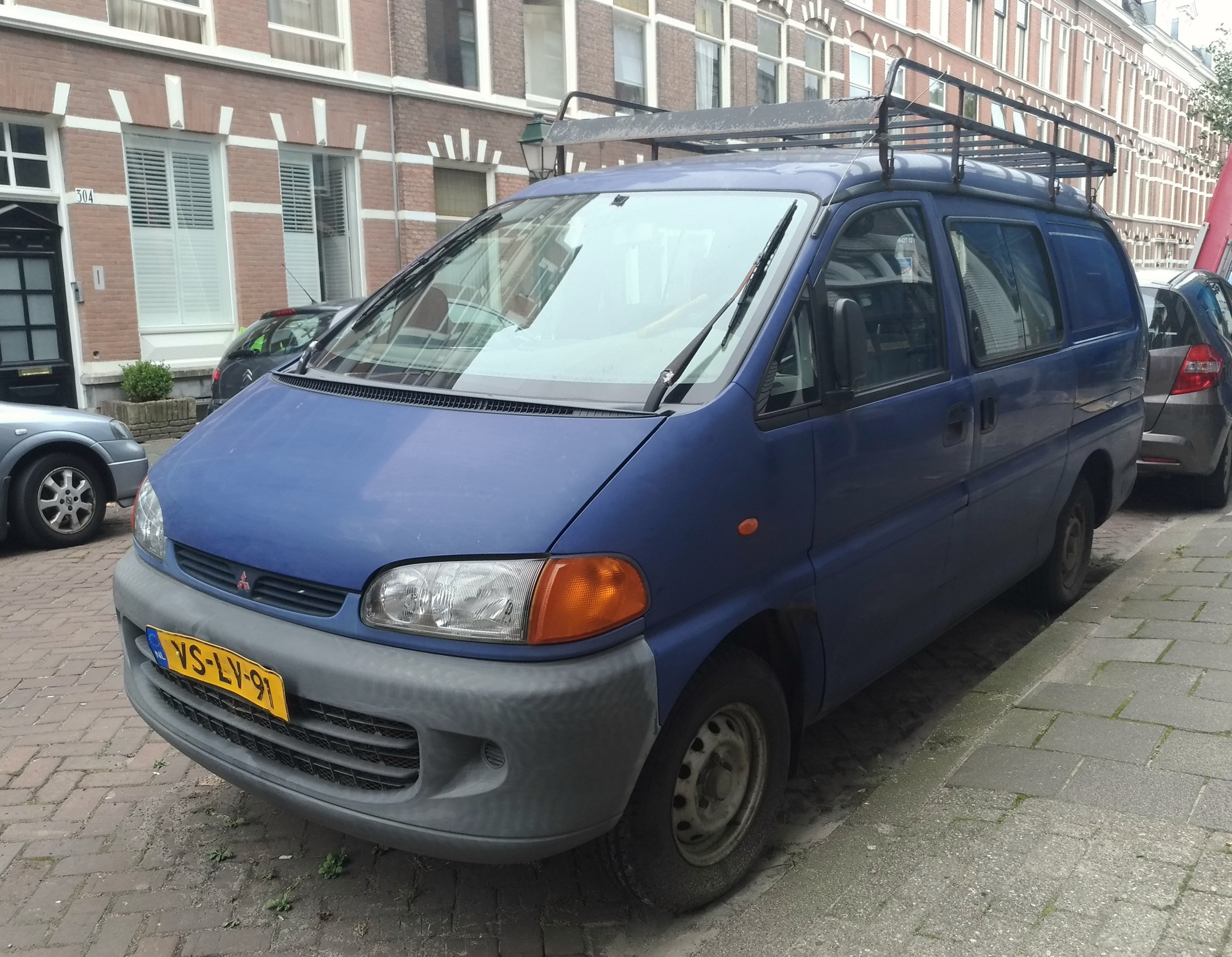
L400 Kasten
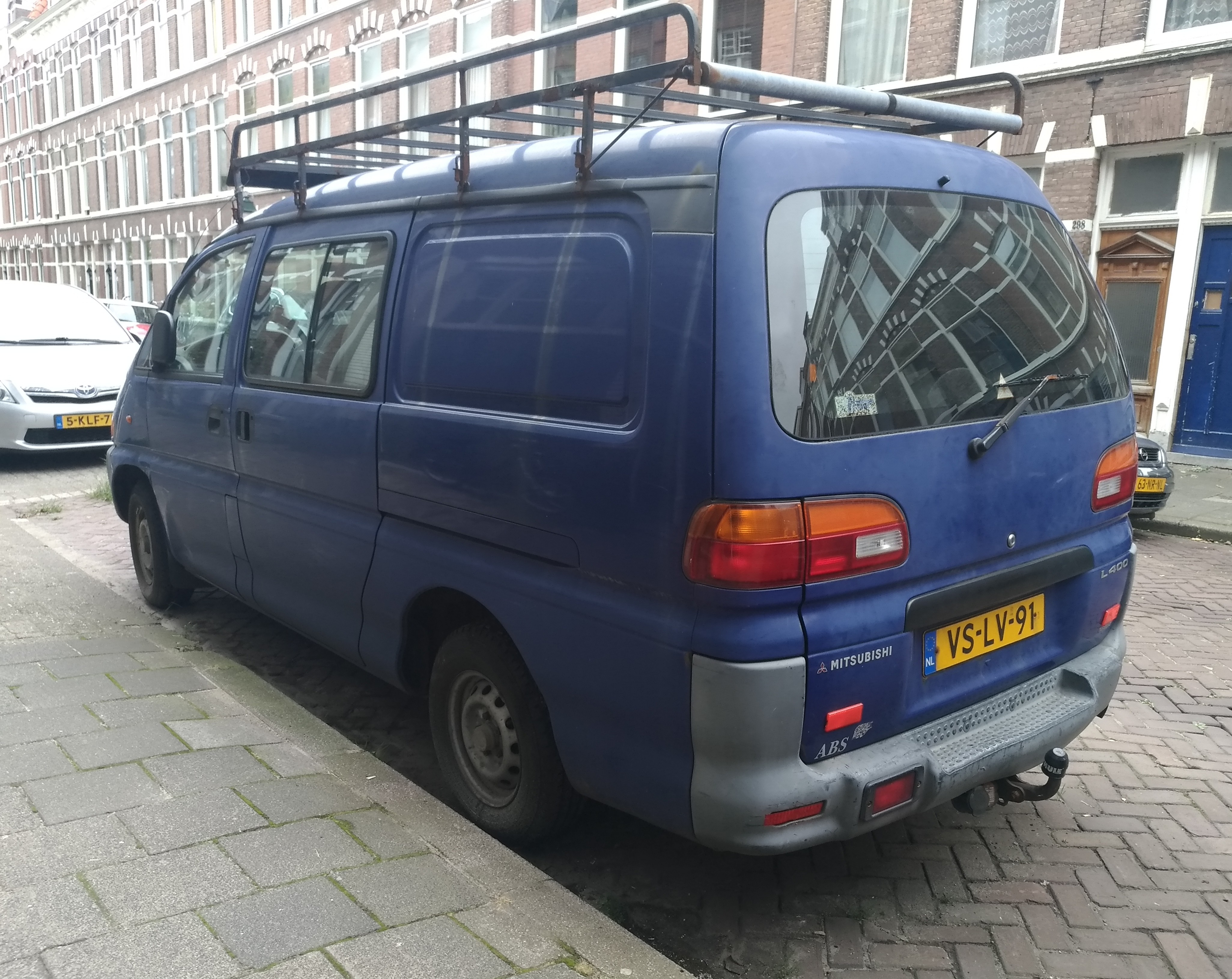
Heckansicht
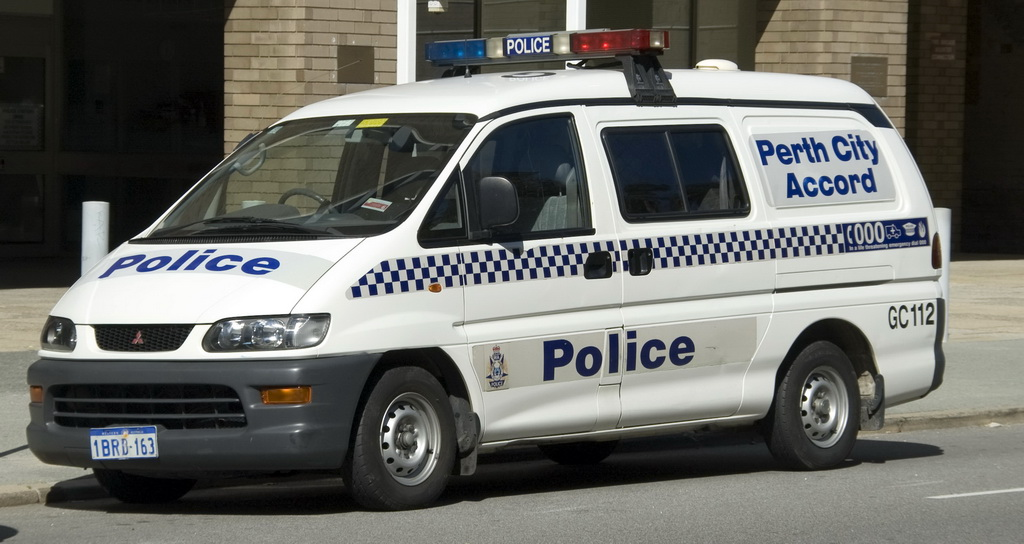
Als Polizeiauto in Perth Australien